# Armenië op de Olympische Winterspelen 2022
Armenië nam deel aan de Olympische Winterspelen 2022 in Peking in China.

## Deelnemers en resultaten

### Alpineskiën
Maximaal vier deelnemers per onderdeel
Mannen
| Naam                 | Onderdeel    | 1e run | 1e run | 2e run         | 2e run         | Totaal         | Totaal         |                |
| Naam                 | Onderdeel    | Tijd   | Rang   | Tijd           | Rang           | Tijd           | Rang           |                |
| -------------------- | ------------ | ------ | ------ | -------------- | -------------- | -------------- | -------------- | -------------- |
| Harutyun Harutyunyan | Reuzenslalom | DNS    | DNS    | niet geplaatst | niet geplaatst | niet geplaatst | niet geplaatst | niet geplaatst |

### Kunstrijden
Gemengd
| Naam                                 | Onderdeel | KK    | KK   | VK     | VK   | Totaal | Totaal |
| Naam                                 | Onderdeel | Score | Rang | Score  | Rang | Score  | Rang   |
| ------------------------------------ | --------- | ----- | ---- | ------ | ---- | ------ | ------ |
| Tina Garabedian Simon Proulx-Sénécal | IJsdansen | 65,87 | 19   | 101,16 | 16   | 167,03 | 18     |

### Langlaufen
Maximaal vier deelnemers per onderdeel
Lange afstanden
Mannen
| Naam               | Onderdeel             | Uitslag   | Uitslag |
| Naam               | Onderdeel             | Tijd      | Rang    |
| ------------------ | --------------------- | --------- | ------- |
| Mikajel Mikajelian | 15 km klassieke stijl | 43:09,1   | 61      |
| Mikajel Mikajelian | 30 km skiatlon        | 1:25:53,7 | 47      |

Vrouwen
| Naam              | Onderdeel             | Uitslag | Uitslag |
| Naam              | Onderdeel             | Tijd    | Rang    |
| ----------------- | --------------------- | ------- | ------- |
| Katya Galstyan    | 10 km klassieke stijl | 34:37,5 | 74      |
| Angelina Muradyan | 10 km klassieke stijl | 39:43,4 | 94      |

Sprint
Vrouwen
| Naam           | Onderdeel | Kwalificatie | Kwalificatie | Kwartfinales   | Kwartfinales   | Halve finales  | Halve finales  | Finale         | Finale         |
| Naam           | Onderdeel | Tijd         | Rang         | Tijd           | Rang           | Tijd           | Rang           | Tijd           | Rang           |
| -------------- | --------- | ------------ | ------------ | -------------- | -------------- | -------------- | -------------- | -------------- | -------------- |
| Katya Galstyan | Sprint    | 4:00,48      | 80           | niet geplaatst | niet geplaatst | niet geplaatst | niet geplaatst | niet geplaatst | niet geplaatst |

Albanië · Amerikaans-Samoa · Amerikaanse Maagdeneilanden · Andorra · Argentinië · Armenië · Australië · Azerbeidzjan · België · Bolivia · Bosnië en Herzegovina · Brazilië · Bulgarije · Canada · Chili · China · Chinees Taipei · Colombia · Cyprus · Denemarken · Duitsland · Ecuador · Eritrea · Estland · Filipijnen · Finland · Frankrijk · Georgië · Ghana · Griekenland · Groot-Brittannië · Haïti · Hongarije · Hongkong · Ierland · IJsland · India · Iran · Israël · Italië · Jamaica · Japan · Kazachstan · Kirgizië · Kosovo · Kroatië · Letland · Libanon · Liechtenstein · Litouwen · Luxemburg · Madagaskar · Maleisië · Malta · Marokko · Mexico · Moldavië · Monaco · Mongolië · Montenegro · Nederland · Nieuw-Zeeland · Nigeria · Noord-Macedonië · Noorwegen · Oekraïne · Oezbekistan · Oost-Timor · Oostenrijk · Pakistan · Peru · Polen · Portugal · Puerto Rico · Roemenië · San Marino · Saoedi-Arabië · Servië · Slovenië · Slowakije · Spanje · Thailand · Trinidad en Tobago · Tsjechië · Turkije · Verenigde Staten · Wit-Rusland · Zuid-Korea · Zweden · Zwitserland
Russische ploeg